# Patagonotothen sima
Patagonotothen sima és una espècie de peix pertanyent a la família dels nototènids.

## Hàbitat
És un peix d'aigua marina, bentopelàgic i de clima subtropical.

## Distribució geogràfica
Es troba a les illes Malvines i els vessants atlàntic i pacífic de Xile.

## Observacions
És inofensiu per als humans.